# 류철호
류철호는 지난 2000년 언론에 입사해 한국 최초 민영뉴스통신사인 뉴시스통신과 머니투데이를 거쳐 매일방송(MBN)에서 사회부, 정치부, 산업부 기자로 일했다. 주로 사회 분야에서 활동했으며 재벌가 2~3세 주가 조작 사건을 비롯해 스테이트월셔 사건, 한화.태광그룹 비자금 수사 등의 특종 보도를 했다. 한국언론재단에서 전국 언론사 수습기자들을 대상으로 실시하는 취재실무교육 강사로 활동했으며 한국방송기자연합회 대외협력위원을 지냈다. 현재는 뉴데일리 부국장(사회부장)으로 재직하고 있다.